# Jo Jo English
Stephen "Jo Jo" English, född 4 februari 1970 i Frankfurt am Main i Västtyskland, är en amerikansk före detta professionell basketspelare (SG) som tillbringade tre säsonger (1992–1994) i den nordamerikanska basketligan National Basketball Association (NBA), där han spelade för Chicago Bulls. Under sin karriär gjorde han 179 poäng (3,6 poäng per match); 46 assists och 54 rebounds, räddningar från att bollen ska hamna i nätkorgen, på 50 grundspelsmatcher. English spelade också som proffs i Australien, Filippinerna, Frankrike, Israel, Turkiet och i lägre basketligor i USA.
English blev aldrig NBA-draftad. 
Han spelade sex matcher med Chicago Bulls när Bulls vann tredje raka NBA-mästerskap för säsongen 1992–1993.
Innan han blev proffs, studerade han vid University of South Carolina och spelade basket för deras idrottsförening South Carolina Gamecocks i National Collegiate Athletic Association (NCAA).